# Fortitudo Mozzecane Calcio Femminile 2015-2016
Questa voce raccoglie le informazioni riguardanti l'Associazione Sportiva Dilettantistica Fortitudo Mozzecane Calcio Femminile nelle competizioni ufficiali della stagione 2015-2016.

## Stagione
Nell'estate 2015 la società comunica di aver trovato un accordo con il tecnico Lucio Manganotti sin sostituzione di Manuel Pignatelli che aveva guidato la squadra nella seconda parte della stagione precedente. La formazione rimane sostanzialmente invariata, con l'esperta attaccante Rossella Cavallini ad indossare la fascia di capitano, dove alcune partenze dal reparto difensivo e dal centrocampo vengono rimpiazzate da ragazze alla prima esperienza in Serie B
In campionato la squadra, iscritta nel girone A, nella prima parte, subendo cinque sconfitte fino all'8ª giornata, stenta a uscire dalla parte bassa della classifica, riprendendosi tuttavia nelle successive, conseguendo sette risultati utili consecutivi, prestazioni che le garantiscono una posizione di media classifica e un'agevole salvezza a fine stagione.
In Coppa Italia il percorso si interrompe fin dal turno preliminare, con la squadra che inserita nel triangolare C perde entrambi gli incontri.

## Divise e sponsor
Le tenute di gioco riproponevano i colori sociali del club, con maglia gialla con fascia trasversale blu sulla parte superiore completata da pantaloncini e calzettoni blu.
| Casa |

## Organigramma societario
Dati estratti dal sito Football.it
Area amministrativa
- Presidente: Alberto Facincani
- Direttore Sportivo: Luciano Mecenero
- Direttore Amministrativo: Marzio Valenza
- Segretario: Francesco De Giorgio
- Accompagnatore: Deila Boni
- Team Manager: Bruno Allegretti
- Responsabili sito WEB: Graziano Zanetti, Alice Bianchini

Area tecnica
- Allenatore: Lucio Manganotti
- Allenatore portieri: Claudio Bressan
- Preparatore atletico: Deila Boni
- Collaboratore Tecnico: Vincenzo La Pastina
- Allenatore primavera: Alberto De Vincenzi
- Fisioterapista: Adriano Cazzola
- Fisioterapista: Sofia Cordioli

## Rosa
Rosa aggiornata al 13 ottobre 2015..
| N. |                   | Ruolo | Calciatrice        |
| -- | ----------------- | ----- | ------------------ |
|    | Italia (bandiera) | P     | Giulia Adami       |
|    | Italia (bandiera) | P     | Francesca Olivieri |
|    | Italia (bandiera) | P     | Vanessa Venturini  |
|    | Italia (bandiera) | D     | Giulia Caliari     |
|    | Italia (bandiera) | D     | Valentina Sossella |
|    | Italia (bandiera) | D     | Mariana Ivanova    |
|    | Ghana (bandiera)  | D     | Nana Welbeck       |
|    | Italia (bandiera) | D     | Aurora Dellera     |
|    | Italia (bandiera) | D     | Francesca Salaorni |
|    | Italia (bandiera) | D     | Alessia Pecchini   |
|    | Italia (bandiera) | C     | Giorgia Bertolotti |
|    | Italia (bandiera) | C     | Giorgia Ciresola   |

| N. |                   | Ruolo | Calciatrice                   |
| -- | ----------------- | ----- | ----------------------------- |
|    | Italia (bandiera) | C     | Alessia Bindella              |
|    | Italia (bandiera) | C     | Sara Cutarelli                |
|    | Italia (bandiera) | C     | Francesca Signori             |
|    | Italia (bandiera) | C     | Anna Maselli                  |
|    | Italia (bandiera) | C     | Giulia Voltolini              |
|    | Italia (bandiera) | A     | Zoe Caneo                     |
|    | Italia (bandiera) | A     | Francesca Rasetti             |
|    | Italia (bandiera) | A     | Beatrice Piovani              |
|    | Italia (bandiera) | A     | Giulia Rizzi                  |
|    | Italia (bandiera) | A     | Rossella Cavallini (capitano) |
|    | Italia (bandiera) | A     | Chiara De Vincenzi            |
|    | Italia (bandiera) | A     | Anna Mecenero                 |

## Calciomercato

### Sessione estiva
| Acquisti | Acquisti           | Acquisti    | Acquisti   |
| R.       | Nome               | da          | Modalità   |
| -------- | ------------------ | ----------- | ---------- |
| D        | Aurora Dellera     | AGSM Verona | svincolata |
| D        | Mariana Ivanova    | AGSM Verona | svincolata |
| D        | Nana Welbeck       | Brescia     | svincolata |
| D        | Giorgia Zanetti    | Brescia     | svincolata |
| C        | Giorgia Bertolotti | Caprera     | svincolata |
| A        | Beatrice Piovani   | Brescia     | svincolata |

| Cessioni | Cessioni          | Cessioni     | Cessioni   |
| R.       | Nome              | a            | Modalità   |
| -------- | ----------------- | ------------ | ---------- |
| D        | Lisa Faccioli     | Valpolicella | svincolata |
| D        | Alessia Venturini | San Zaccaria | svincolata |
| C        | Rachele Peretti   | Valpolicella | svincolata |

## Risultati

### Serie B

#### Girone di andata
| Arbitro: | Luciano (Bologna) |

|                     |           |               |
| C. Merli 25’ (rig.) | Marcatori | 90+6’ Welbeck |

| Arbitro: | Brognati (Ferrara) |

|  |           |                                                                 |
|  | Marcatori | 3’ Ferrario 6’ Zazzera 12’ Abati 13’, 70’ Rognoni 48’ Regazzoli |

| Arbitro: | Bordin (Bassano del Grappa) |

|         |           |  |
| Leon 7’ | Marcatori |  |

#### Girone di ritorno
| Arbitro: | Luciano (Bologna) |

|                 |           |             |
| De Vincenzi 18’ | Marcatori | 45’ Parsani |

| Arbitro: | Galipò (Firenze) |

|                           |           |                                  |
| Baresi 7’ Velati 52’, 68’ | Marcatori | 33’ Piovani 76’ (rig.) Cavallini |

| Arbitro: | Dellasanta (Trieste) |

|  |           |                                           |
|  | Marcatori | 41’ (rig.) Boni 47’ Capovilla 50’ Tombola |

### Coppa Italia
| Arbitro: | Luca Bergamin (Castelfranco Veneto) |

|                                                        |           |                             |
| Capovilla 10’, 25’, 78’ De. Mascanzoni 15’ Zanotti 87’ | Marcatori | 30’ Cutarelli 30’ Cavallini |

| Pizzoletta, Villafranca di Verona 25 ottobre 2015, ore 14.30 CET Turno preliminare, triangolare C - 3ª giornata | Fortitudo Mozzecane | 1 – 2 referto               | Pro San Bonifacio | Campo sportivo di Pizzoletta |
| \| \| \| \| \| Cavallini 60’ \| Marcatori \| 78’ Cumerlato 90’ Pizzolato \|                                     |                     |                             |                   |                              |
| |                     |                             |                   |                              |
| Cavallini 60’                                                                                                   | Marcatori           | 78’ Cumerlato 90’ Pizzolato |                   |                              |

## Statistiche

### Statistiche di squadra
| Competizione | Punti | In casa | In casa | In casa | In casa | In casa | In casa | In trasferta | In trasferta | In trasferta | In trasferta | In trasferta | In trasferta | Totale | Totale | Totale | Totale | Totale | Totale | DR |
| Competizione | Punti | G       | V       | N       | P       | Gf      | Gs      | G            | V            | N            | P            | Gf           | Gs           | G      | V      | N      | P      | Gf     | Gs     | DR |
| ------------ | ----- | ------- | ------- | ------- | ------- | ------- | ------- | ------------ | ------------ | ------------ | ------------ | ------------ | ------------ | ------ | ------ | ------ | ------ | ------ | ------ | -- |
| Serie B      | 31    | 11      | 4       | 1       | 6       | 20      | 23      | 11           | 5            | 3            | 3            | 25           | 14           | 22     | 9      | 4      | 9      | 45     | 37     | +8 |
| Coppa Italia | -     | 1       | 0       | 0       | 1       | 2       | 5       | 1            | 0            | 0            | 1            | 1            | 2            | 2      | 0      | 0      | 2      | 3      | 7      | -4 |
| Totale       | -     | 12      | 5       | 1       | 6       | 22      | 28      | 12           | 5            | 3            | 4            | 26           | 16           | 24     | 9      | 4      | 11     | 48     | 44     | +4 |

### Andamento in campionato
| Giornata  | 1 | 2 | 3 | 4  | 5 | 6 | 7 | 8 | 9 | 10 | 11 | 12 | 13 | 14 | 15 | 16 | 17 | 18 | 19 | 20 | 21 | 22 |
| --------- | - | - | - | -- | - | - | - | - | - | -- | -- | -- | -- | -- | -- | -- | -- | -- | -- | -- | -- | -- |
| Luogo     | T | C | T | C  | T | C | T | C | T | C  | T  | C  | T  | C  | T  | C  | T  | C  | T  | C  | T  | C  |
| Risultato | N | P | N | P  | P | P | V | P | V | V  | N  | N  | V  | V  | P  | P  | V  | V  | P  | V  | V  | P  |
| Posizione |   |   |   | 10 |   |   |   |   |   |    |    |    |    |    |    |    |    |    |    |    |    | 7  |

Legenda:

Luogo: C = Casa; T = Trasferta. Risultato: V = Vittoria; N = Pareggio; P = Sconfitta.

### Statistiche delle giocatrici
| Giocatore      | Serie B  | Serie B | Serie B     | Serie B    | Coppa Italia | Coppa Italia | Coppa Italia | Coppa Italia | Totale   | Totale | Totale      | Totale     |
| Giocatore      | Presenze | Reti    | Ammonizioni | Espulsioni | Presenze     | Reti         | Ammonizioni  | Espulsioni   | Presenze | Reti   | Ammonizioni | Espulsioni |
| -------------- | -------- | ------- | ----------- | ---------- | ------------ | ------------ | ------------ | ------------ | -------- | ------ | ----------- | ---------- |
| G. Adami       | ?        | ?       | ?           | ?          | -            | -            | -            | -            | 0+       | 0+     | 0+          | 0+         |
| G. Bertolotti  | 18       | 1       | 2           | 0          | 2            | 0            | ?            | ?            | 20       | 1      | 2+          | 0+         |
| G. Caliari     | 21       | ?       | 2           | 1          | 2            | 0            | ?            | ?            | 23       | 0+     | 2+          | 1+         |
| Z. Caneo       | 20       | 3       | 1           | 1          | 1            | 0            | ?            | ?            | 21       | 3      | 1+          | 1+         |
| R. Cavallini   | 22       | 19      | 1           | 0          | 2            | 2            | ?            | ?            | 24       | 21     | 1+          | 0+         |
| G. Ciresola    | 2        | 0       | 0           | 0          | 1            | 0            | ?            | ?            | 3        | 0      | 0+          | 0+         |
| S. Cutarelli   | 11       | 3       | 0           | 0          | 2            | 1            | ?            | ?            | 13       | 4      | 0+          | 0+         |
| C. De Vincenzi | 20       | 2       | 0           | 0          | -            | -            | -            | -            | 20       | 2      | 0           | 0          |
| A. Dellera     | 2        | 0       | 0           | 0          | 0            | 0            | ?            | ?            | 2        | 0      | 0+          | 0+         |
| A. Gastaldelli | 1        | 0       | 0           | 0          | -            | -            | -            | -            | 1        | 0      | 0           | 0          |
| M. Ivanova     | 9        | 0       | 0           | 0          | 1            | 0            | ?            | ?            | 10       | 0      | 0+          | 0+         |
| A. Mecenero    | 6        | 0       | 0           | 0          | 2            | 0            | ?            | ?            | 8        | 0      | 0+          | 0+         |
| F. Olivieri    | 10       | -19     | 0           | 0          | -            | -            | -            | -            | 10       | -19    | 0           | 0          |
| A. Pecchini    | 11       | 0       | 1           | 0          | -            | -            | -            | -            | 11       | 0      | 1           | 0          |
| M. Perina      | 0        | -0      | 0           | 0          | 0            | -0           | ?            | ?            | 0        | -0     | 0+          | 0+         |
| B. Piovani     | 22       | 7       | 3           | 0          | 2            | 0            | ?            | ?            | 24       | 7      | 3+          | 0+         |
| F. Rasetti     | 19       | 4       | 0           | 0          | 2            | 0            | ?            | ?            | 21       | 4      | 0+          | 0+         |
| G. Rizzi       | 19       | 3       | 1           | 1          | 1            | 0            | ?            | ?            | 20       | 3      | 1+          | 1+         |
| F. Salaorni    | 22       | 1       | 2           | 0          | 1            | 0            | ?            | ?            | 23       | 1      | 2+          | 0+         |
| F. Signori     | 11       | 1       | 1           | 0          | 2            | 0            | ?            | ?            | 13       | 1      | 1+          | 0+         |
| V. Sossella    | 21       | ?       | 2           | 0          | 2            | 0            | ?            | ?            | 23       | 0+     | 2+          | 0+         |
| M. Terrazzani  | 0        | -0      | 0           | 0          | -            | -            | -            | -            | 0        | -0     | 0           | 0          |
| C. Tinelli     | 1        | 0       | 0           | 0          | -            | -            | -            | -            | 1        | 0      | 0           | 0          |
| V. Venturini   | 12       | -18     | 1           | 0          | 2            | -7           | ?            | ?            | 14       | -25    | 1+          | 0+         |
| G. Voltolini   | 1        | 0       | 0           | 0          | 2            | 0            | ?            | ?            | 3        | 0      | 0+          | 0+         |
| N. Welbeck     | 21       | 1       | 2           | 0          | 1            | 0            | ?            | ?            | 22       | 1      | 2+          | 0+         |